# Fotografia glamour

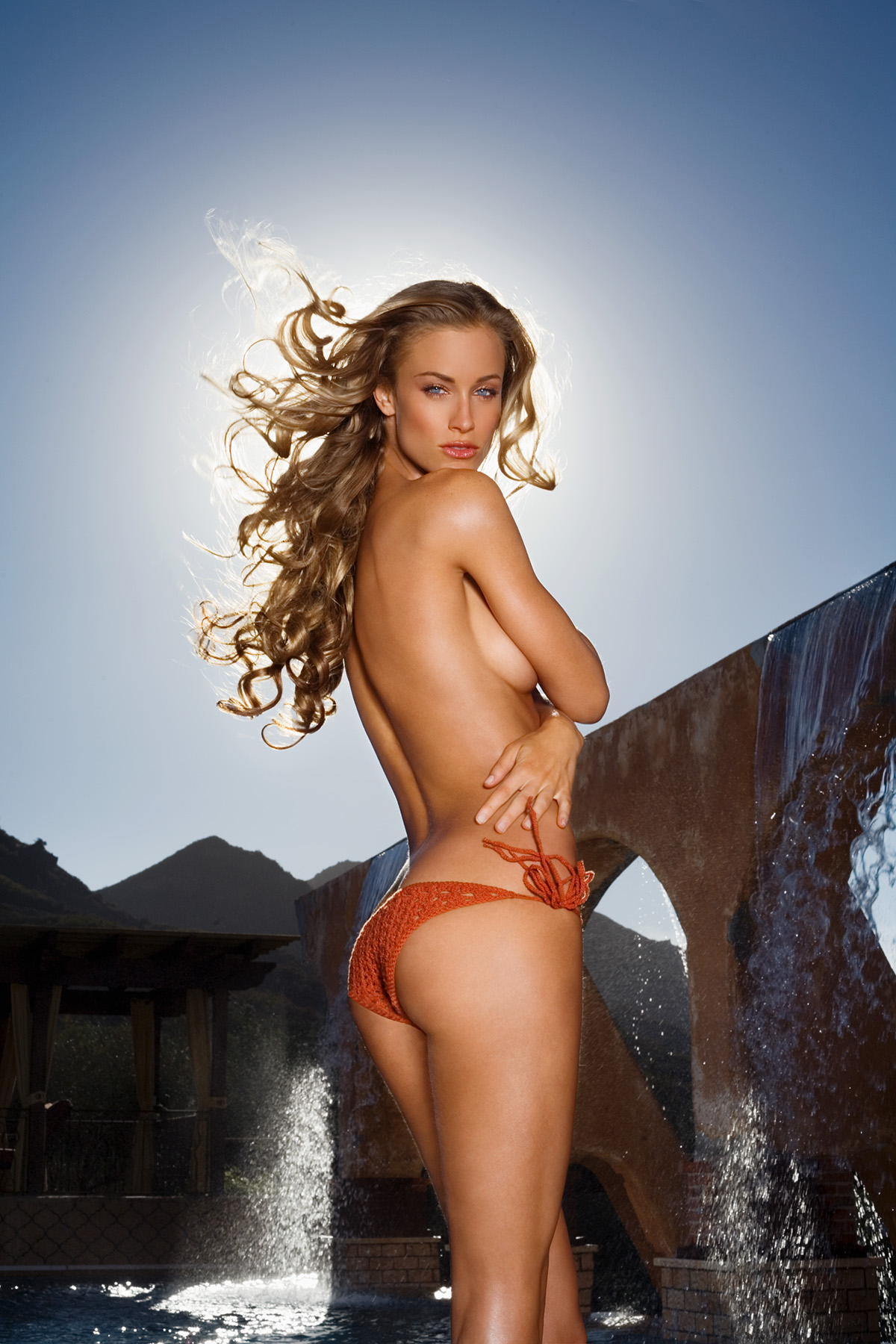
La modella Michele Merkin posa per uno scatto glamour.

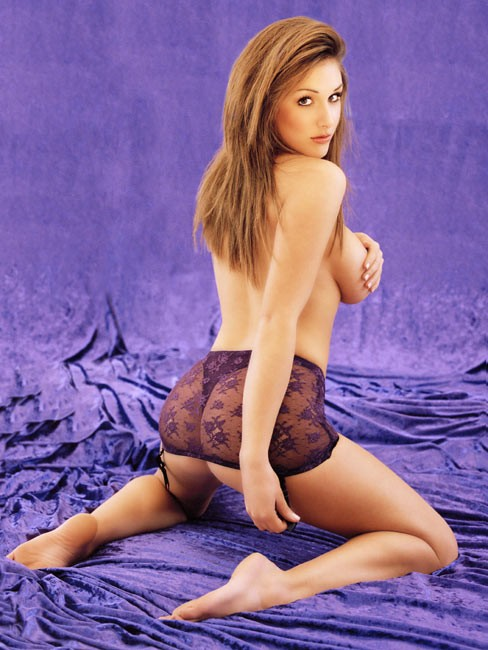
La modella Lucy Pinder utilizza la tecnica handbra.

La fotografia glamour è un genere di fotografia in cui viene posta particolare enfasi sul fascino e sull'erotismo del modello, che può essere completamente vestito o nudo, dando minore importanza ad ogni altro elemento presente nella fotografia. Il termine glamour infatti può essere tradotto in italiano proprio come fascino o seduzione. Per ottenere tale scopo i fotografi combinano strumentalmente l'uso di cosmetici, luce ed acconciature.

## Composizione della fotografia glamour
La fotografia glamour è generalmente composta dal modello, principalmente professionista, in posizione statica e tali fotografie sono normalmente utilizzate per usi commerciali, come calendari, pubblicità o servizi per riviste. Il modello soggetto della foto non deve essere necessariamente nudo, in quanto la fotografia glamour tende a concentrare la propria attenzione più sugli elementi simbolici della foto o sull'enfasi del modello. Dalla fine del ventesimo secolo infatti, diverse riviste glamour come FHM (For Him Magazine) o Maxim stanno invertendo la tendenza, mostrando meno nudità a favore di un nudo implicito, come quello rappresentato dalla tecnica handbra, in cui la modella, seminuda, copre i propri capezzoli con le mani.

## Storia

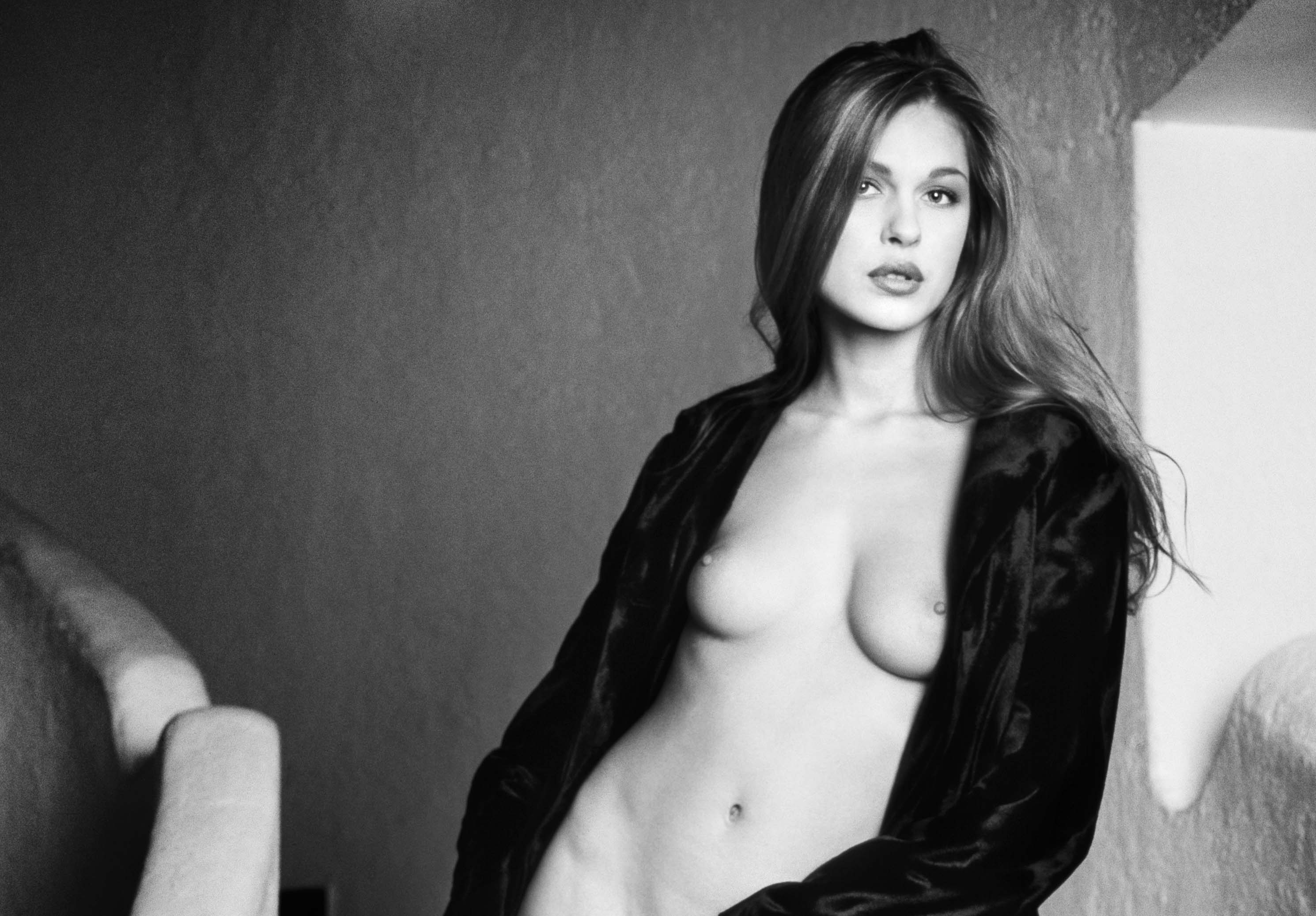
La modella Victoria Laufer fotografata da Alberto Magliozzi nel 2001

La fotografia glamour cominciò a svilupparsi intorno agli anni venti, quando si cominciarono a diffondere le prime immagini delle cosiddette pin-up. Tuttavia la pubblicità e le riviste facevano ancora scarso utilizzo di fotografie glamour, laddove era addirittura vietato in quanto spesso equiparate alla pornografia. A dare una svolta alla situazione ci pensò la rivista Playboy, che nel suo primo numero del dicembre 1953 pubblicò alcune fotografie di Marilyn Monroe nuda. Si trattava della prima rivista pensata per un vasto pubblico, a ricorrere all'utilizzo della fotografia glamour per ritrarre i soggetti dei propri servizi. In seguito molte altre riviste seguirono lo stesso esempio. Tra i più noti fotografi glamour ci sono Terry Richardson, David LaChapelle, Juergen Teller, Matthew Rolston e Craig McDean; in Italia Alberto Magliozzi ha esposto i suoi lavori nelle librerie Hoepli e Feltrinelli.